# Microsoft Certification Program
Microsoft認定資格プログラム（Microsoft Certification Program, MCP）はマイクロソフトが実施する資格体系の名称である。
以前は、同じMCPという略称で、マイクロソフト認定プロフェッショナル（Microsoft Certified Professional）という名称が使用されていた。

## 概要
2012年4月以降はMCPはMicrosoft認定資格プログラム（Microsoft Certification Program）を指すものとされ、マイクロソフト認定プロフェッショナル（Microsoft Certified Professional）の略称ではなくなった。

### 受験手続

#### 費用
現在のMCPの受験料は1科目¥13,200（税込）となっている。以前は1科目¥21,103（税込）であった（2016年7月18日から）。
複数回分の試験バウチャーを購入する場合には割引が受けられる他、学生割引制度や、マイクロソフトイベントにおけるバウチャーの無料配布、特定のトレーニングを受講することを条件とするトレーニングに対応した試験のみ受験可能なバウチャー配布、なども存在する。

#### 予約
各試験のWebサイトから、試験会場であるPearson VUE テストセンターごとに予約する。受験予約にはMicrosoftアカウントが必要となる。

### 試験の実施

#### 場所
Pearson VUE テストセンターにて実施される。原則として平日･土日祝ともに受験可能である。

#### 時間
各試験によっても異なるが、試験時間は概ね1～2時間程度である。また試験の前後にテストセンターにて受験手続や荷物の預け入れなどで時間を要するため、実際に試験センターに滞在する時間は試験時間より30分程度長くなる。

#### 言語
MCPを構成する試験は、英語が原文となっている。しかしその多くは日本語翻訳もされており、試験の実施にあたっては日本語で受験の上、必要に応じ随時原文（英語）を参照することができる。ただし、日本語への訳は機械翻訳で和訳されているなど品質が高くない場合や、翻訳ミスや翻訳漏れがある場合が多く存在する為、原文である英語問題文を参照することが推奨されている。

#### 試験形式
全てCBT方式で実施される。各試験によっても異なるが、多肢択一・多肢複数選択・ドラッグアンドドロップ、等様々な形式が存在する。

## 2019年～

### 概要
2019年から現在まで実施されている認定資格プログラムである。引き続きMCPはMicrosoft認定資格プログラム（Microsoft Certification Program）の略称とされ、マイクロソフト認定プロフェッショナル（Microsoft Certified Professional）の略ではない。
従来MCPは、5つのソリューションカテゴリと4つのレベル（MCSE/MCSD, MCSA, MTA）で構成されていたが、2019年からは認定資格プログラムがロール ベースの Microsoft 認定資格として新しく再編され、5つの製品群（Azure, Microsoft 365, Dynamics 365, Power Platform, Security Compliance and Identity）と3つのレベル（Fundamentals, Specialty, Roll-Based）となっている。試験体系については認定資格ポスターが公表されている。

#### 製品群
- Azure[2]
- Microsoft 365[3]
- Dynamics 365[4]
- Power Platform[5]
- Security, Compliance, and Identity[6]

#### レベル
- Roll-Based
- Specialty
- Fundamentals

## 2016年～2019年

### 概要
2016年9月から開始された認定資格プログラムである。引き続きMCPはMicrosoft認定資格プログラム（Microsoft Certification Program）の略称とされ、（マイクロソフト認定プロフェッショナル（Microsoft Certified Professional）の略ではない。
この時期のMCPは、ソリューションに関する5つのカテゴリ（Mobility, Cloud Platform & Infrastructure, Productivity, Data Management & Analytics, App Builder）と、4つのレベル（MCSE/MCSD, MCSA, MTA）から構成されていた。
MCSE, MCSD, MCSA, MTA, の各認定資格の付与は2020年6月30日に、各試験の実施は2021年1月31日に終了した。

#### レベル
- マイクロソフト認定ソリューション エキスパート（MCSE）
- マイクロソフト認定ソリューション デベロッパー（MCSD）
- マイクロソフト認定ソリューション アソシエイト（MCSA）
- マイクロソフト認定テクノロジー アソシエイト（MTA）

#### カテゴリ

##### Cloud Platform & Infrastructure
- Windows Server 2012
- Windows Server 2016
- Linux on Azure
- Cloud Platform

##### Productivity
- Windows Server 2012
- Office 365

##### Data Management & Analytics
- SQL Server2012/2014

- SQL 2016 Database Development

- SQL 2016 Database Administration

- SQL 2016 BI Development

##### App Builder
- Web Applications
- Universal Windows Platform

### マイクロソフト認定ソリューション エキスパート（MCSE）
MCSEはマイクロソフト社が主要資格と位置付け、IT技術者が目指すべきレベルと認定されていた。最新の製品やテクノロジーに関する知識を維持する目的から、３年ごとに再認定試験を受験する必要があった。MCSDがシステム開発側の認定資格であったのに対し、MCSEはインフラ側の認定資格であった。

### マイクロソフト認定ソリューション デベロッパー（MCSD）
MCSDはマイクロソフト社が主要資格と位置付け、IT技術者が目指すべきレベルと認定されていた。最新の製品やテクノロジーに関する知識を維持する目的から、３年ごとに再認定試験を受験する必要があった。MCSEがインフラ側の認定資格であったのに対し、MCSDはシステム開発側の認定資格であった。

### マイクロソフト認定ソリューション アソシエイト（MCSA）
MCSAはMCPの一連の認定資格の中でもエントリーレベルの認定資格とされた。

### マイクロソフト認定テクノロジー アソシエイト（MTA）
MTAはMCPの一連の認定資格の中でもエントリーレベルの認定資格とされた。

## 2012年～2016年

### 概要
2012年4月にマイクロソフト資格制度が大幅に刷新され、MCPはMicrosoft認定資格プログラム（Microsoft Certification Program）の略称とされ、（マイクロソフト認定プロフェッショナル（Microsoft Certified Professional）の略ではなくなった。
この時期のMCPは、ソリューションに関する5つのカテゴリと、4つのレベルから構成されていた。

#### レベル
- マイクロソフト認定ソリューション エキスパート（MCSE）
- マイクロソフト認定ソリューション デベロッパー（MCSD）
- マイクロソフト認定ソリューション アソシエイト（MCSA）
- マイクロソフト認定テクノロジー アソシエイト（MTA）

#### カテゴリ

##### サーバー
- Windows Server
- Exchange Server
- Lync

- SharePoint
- Microsoft Azure

##### デスクトップ
- Windows
- デバイス

##### アプリケーション
- Office
- Office 365
- Microsoft Dynamics

##### データベース
- SQL Server

##### デベロッパー
- Visual Studio
- SharePointアプリケーション
- Microsoft Azure

### マイクロソフト認定ソリューション エキスパート（MCSE）
MCSEはマイクロソフト社が主要資格と位置付け、IT技術者が目指すべきレベルと認定されていた。最新の製品やテクノロジーに関する知識を維持する目的から、３年ごとに再認定試験を受験する必要があった。MCSDがシステム開発側の認定資格であったのに対し、MCSEはインフラ側の認定資格であった。

### マイクロソフト認定ソリューション デベロッパー（MCSD）
MCSDはマイクロソフト社が主要資格と位置付け、IT技術者が目指すべきレベルと認定されていた。最新の製品やテクノロジーに関する知識を維持する目的から、３年ごとに再認定試験を受験する必要があった。MCSEがインフラ側の認定資格であったのに対し、MCSDはシステム開発側の認定資格であった。

### マイクロソフト認定ソリューション アソシエイト（MCSA）
MCSAはMCPの一連の認定資格の中でもエントリーレベルの認定資格とされた。

### マイクロソフト認定テクノロジー アソシエイト（MTA）
MTAはMCPの一連の認定資格の中でもエントリーレベルの認定資格とされた。

## 2005年～2012年
2012年4月以前においては、MCPはマイクロソフト認定プロフェッショナル（Microsoft Certified Professional）の略であった。MCPは個々のマイクロソフトによる認定と、より広範囲のプロフェッショナルの認定プログラムの両方を指していた。
1科目の試験に合格することでマイクロソフト認定プロフェッショナルプログラム（マイクロソフト認定プロフェッショナルプログラム）の会員となることができた他、MCPの複数の試験に合格することで後述のマイクロソフト認定テクノロジースペシャリスト（MCTS）、マイクロソフト認定ITプロフェッショナル（MCITP）、マイクロソフト認定プロフェッショナルディベロッパー（MCPD）の資格を得ることができた。

### マイクロソフト認定テクノロジースペシャリスト（MCTS）
特定のマイクロソフト テクノロジーに関しての実装、構築、トラブルシューティング、およびデバッグなどを一貫して行うスキルに関する資格。

### マイクロソフト認定ITプロフェッショナル（MCITP）
基盤、ネットワーク、データベース（データベース管理、データベース開発）、ビジネス インテリジェンス、メッセージング、ユーザー サポート等のスキルに関する資格。

### マイクロソフト認定プロフェッショナルディベロッパー（MCPD）
言語、開発分野（Windows アプリケーション開発、Web アプリケーション開発、エンタープライズ アプリケーション開発、etc.）等のスキルに関する資格。

## 2005年以前
2005年以前においては、MCPはマイクロソフト認定プロフェッショナル（Microsoft Certified Professional）の略であった。マイクロソフト認定資格の中で最も認知度が高く使用されている認定資格プログラム。1科目の試験に合格することでマイクロソフト認定プロフェッショナルプログラム（マイクロソフト認定プロフェッショナルプログラム）の会員となることができた他、MCPの複数の試験に合格することで後述のマイクロソフト認定システムエンジニア（MCSE）、マイクロソフト認定ソリューション開発者（MCSD）、マイクロソフト認定データベース管理者（MCDBA）、マイクロソフト認定アプリケーション開発者（MCAD）、マイクロソフト認定システム管理者（MCSA）、マイクロソフト認定デスクトップサポート技術者（MCDST）の資格を得ることができた。
MCPとなるために、その候補者はプログラム中のすべての試験を完了させなければならない。
MCPプログラムは、違う分野の技術的な熟練に基づいた多数の認定を提供している。これらの認定に達するために、候補者はプログラム中の試験のシリーズに合格しなければならない。MCP中の人気のある認定は、マイクロソフト認定システムエンジニア（MCSE）、マイクロソフト認定ソリューションデベロッパー（MCSD）、マイクロソフト認定データベースアドミニストレータ（MCDBA）である。各々の必要条件に関する詳細な案内はマイクロソフトの公式学習サイトで提供されている。
特定の仕事のために、確かなMCP証明を要求したり、好んだりする雇用者が存在する。MCPのカリキュラムは、マイクロソフトのオペレーティングシステムを中心として構成されている。他のベンダーはサン認定資格、レッドハット認定、オラクル認定試験、シスコ技術者認定のように、彼ら自身の認定プログラムを所持している。
日本の場合、各試験には15000円ほどかかる。試験は完成させるのに2-3時間かかり、複数の選択・ドラッグアンドドロップ・回答により構成される50-90問の質問により構成される。マイクロソフトは最近、試験の範囲内でシミュレーションの内容へ回帰することを発表し、受験生は、手近な議題のために適当である共通の管理業務を適切に行うことをも要求された。2005年10月、マイクロソフトは3層の認定プログラムを立ち上げることによる認定の再構築を発表した。

### マイクロソフト認定システムエンジニア（MCSE）
MCSEはWindowsプラットフォームにおけるシステム開発に関する資格。2005年以前のプログラムにおいて、MCSDと並んで最高峰の資格とされた。MCSEはマイクロソフトサーバーの構築、管理、展開、保守、ネットワークテクノロジー、およびシステム管理について豊富な経験と知識を持っているプロフェッショナルであるとされた。
必須試験（2000トラックでは5科目､2003トラックでは6科目）、および選択試験（2000トラックでは2科目､2003トラックでは1科目）、の計7科目に合格することでMCSE資格を取得できた。

### マイクロソフト認定ソリューションデベロッパー（MCSD）
MCSDはWindowsプラットフォームにおけるシステム開発に関する資格。2005年以前のプログラムにおいて、MCSEと並んで最高峰の資格とされた。Microsoftアプリケーションプラットフォーム、プログラミング言語、および技術開発エンタープライズソリューションプロジェクトについて豊富な経験と知識を持っているプロフェッショナルであるとされた。
必須試験科目（3科目）：ソリューションアーキテクチャ（1科目）、デスクトップアプリケーション開発（1科目）、分散アプリケーション開発（1科目）、および選択試験科目（1科目選択）、の計4科目に合格することでMCSD資格を取得できた。

### マイクロソフト認定データベースアドミニストレータ（MCDBA）
MCSAはSQL Server7.0の時期に導入された、SQL Serverデータベースに関する資格。
必須試験科目（3科目）：SQL Server Administration関連科目（1科目）、SQL Server Design関連科目（1科目）、Networking System関連科目（1科目）、および選択試験科目（1科目選択）、の計4科目に合格することでMCDBA資格を取得できた。

### マイクロソフト認定アプリケーションデベロッパー（MCAD）
MCSAは.NET Framework 1.0-1.1の時期に導入された、Microsoft.NETアプリケーションに関する資格。
MCSD for Microsoft.NET資格要件の一部になっており､MCSD取得の途中で､MCAD資格が取得可能であった。必須試験科目（2科目）、および選択試験科目（1科目選択）、の計3科目に合格することでMCAD資格を取得できた。必須試験（2科目）では、Visual Basic .netもしくはVisual C#のどちらかを選択することが可能だった。

#### Visual Basic .net
- 試験70-305：Developing and Implementing Web Applications with Microsoft Visual Basic .NET and Microsoft Visual Studio .NET
- 試験70-306：Developing and Implementing Windows-based Applications with Microsoft Visual Basic　.NET and Microsoft Visual Studio .NET
- 試験70－310：Developing Web Services and Server Components with Microsoft Visual Basic .NET and Microsoft Visual Studio .NET

#### Visual C#
- 試験70-315：Developing and Implementing Web Applications with Microsoft Visual C# .NET and Microsoft Visual Studio .NET
- 試験70-316：Developing and Implementing Windows-based Applications with Microsoft Visual C#　.NET and Microsoft Visual Studio .NET
- 試験70－320：Developing Web Services and Server Components with Microsoft Visual C# .NET and Microsoft Visual Studio .NET

### マイクロソフト認定システムアドミニストレーター（MCSA）
MCSAはWindows 2000の後期に導入された、Microsoft Windowsをプラットフォームとするシステム環境のシステムアドミニストレータに関する資格。
Windows 2000トラックのMCSAとWindows Server 2003トラックのMCSA、の2種類が存在した。必須試験科目（3科目）、および選択試験科目（1科目選択）、の計4科目に合格することでMCSA資格を取得できた。

#### Windows 2000トラック
- 試験70-210：Installing, Configuring and Administering Microsoft Windows 2000 Professional
- 試験70-270：Installing, Configuring and Administering Microsoft Windows XP Professional

- 試験70-215：Installing, Configuring and Administering Microsoft Windows 2000 Server
- 試験70-218：Managing a Microsoft Windows 2000 Network Environment

#### Windows Server 2003トラック
- 試験70-210：Installing, Configuring and Administering Microsoft Windows 2000 Professional
- 試験70-270：Installing, Configuring and Administering Microsoft Windows XP Professional

- 試験70-290：Managing and Maintaining a Microsoft Windows Server 2003 Environment
- 試験70-291：Inplementing, Managing, and Maintaining a Microsoft Windows Server 2003 Network Infrastructure

### マイクロソフト認定デスクトップサポートテクニシャン（MCDST）
マイクロソフト認定デスクトップサポート技術者（MCDST）はWindows XPの初期にリリースされた、Windowsクライアントオペレーティングシステムとその上のアプリケーションの保守と技術サポートに関する資格。